# جون بيتي
جون بيتي (بالإنجليزية: John Beattie)‏ هو مجدف بريطاني، ولد في 9 أبريل 1957 في لندن في المملكة المتحدة.

## وصلات خارجية
- جون بيتي على موقع الاتحاد الدولي للتجديف (الإنجليزية)
- جون بيتي على موقع اللجنة الأولمبية الدولية (الإنجليزية)
- جون بيتي على موقع أوليمبيديا (الإنجليزية)
- جون بيتي على موقع اللجنة الأولمبية البريطانية (الإنجليزية)